# Леверано
Леверано (італ. Leverano, сиц. Liranu) — муніципалітет в Італії, у регіоні Апулія, провінція Лечче.
Леверано розташоване на відстані близько 510 км на схід від Рима, 140 км на південний схід від Барі, 11 км на південний захід від Лечче.
Населення — 14 225 осіб (2014).
Щорічний фестиваль відбувається 16 серпня. Покровитель — святий Рох.

## Демографія
Населення за роками:

Станом на 1 січня 2023 року в муніципалітеті офіційно проживали 634 іноземці з 43 країн, серед них 167 громадян країн Євросоюзу.

## Сусідні муніципалітети
- Арнезано
- Карм'яно
- Копертіно
- Нардо
- Вельє